# Выборы в ландтаг Рейнланд-Пфальца 1947
Выборы в ландтаг Рейнланд-Пфальца 1947 года состоялись 18 мая. Это были первые выборы в ландтаг Рейнланд-Пфальца, которые привели к созданию национального правительства во главе с Петером Альтмейером из Христианско-демократического союза (CDU). 21 сентября 1947 года в округе Саарбург были проведены дополнительные выборы.

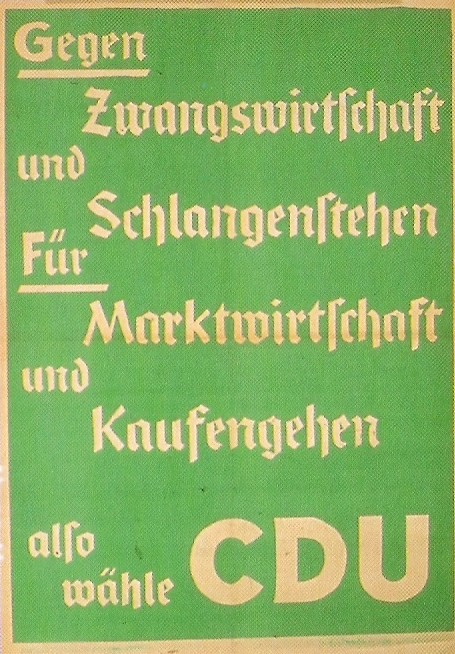
Плакат Христианско-демократического союза

## Результаты выборов
Распределение мест после выборов в мае 1947 года
Выборы в ландтаг состоялись 18 мая 1947 года. Участие в выборах приняло 6 партий.
- Общее количество избирателей: 1 666 547;
- Количество явившихся избирателей: 1 298 567;
- Явка избирателей: 77,92 %, из них:
  - действительные голоса: 1 161 052;
  - недействительные голоса: 137 515.

| Партия                              | Партия                                         | Голосов   | %     | Мест (май) | Мест (сентябрь) |
| ----------------------------------- | ---------------------------------------------- | --------- | ----- | ---------- | --------------- |
|                                     | Христианско-демократический союз (CDU)         | 547 875   | 47,19 | 47         | 48              |
|                                     | Социал-демократическая партия Германии (SPD)   | 398 594   | 34,33 | 34         | 34              |
|                                     | Либеральная партия (LP)                        | 66 347    | 5,71  | 7          | 11              |
|                                     | Социальный народный союз (SV)                  | 45 336    | 3,90  | 4          | 11              |
|                                     | Демократическая партия Рейнланд-Пфальца (DPRP) | 2 161     | 0,19  |            | 11              |
|                                     | Коммунистическая партия Германии (KPD)         | 100 739   | 8,68  | 8          | 8               |
| Недействительных бюллетеней         | Недействительных бюллетеней                    | 137 515   | 10,59 | -          | -               |
| Всего                               | Всего                                          | 1 298 567 | 100   | 100        | 101             |
| Зарегистрированных избирателей/явка | Зарегистрированных избирателей/явка            | 1 161 052 | 77,92 | -          | -               |

В округе Саарбург выборы были проведены 21 сентября 1947 года, так как в 1946 году предполагалось, что данный округ будет включен в состав Саара, но в июне 1947 года он перешел в состав Рейнланд-Пфальца. В ходе дополнительных выборов мандат (место) был присужден Христианско-демократическому союзу (CDU). Таким образом, число мест в парламенте увеличилось со 100 до 101.
В сентябре 1947 года Социальный народный союз (SV) и Либеральная партия (LP) объединились в Демократическую партию Рейнланд-Пфальца (DPRP), которая принимала участие в выборах в Саарбурге. Позже Демократическая партия Рейнланд-Пфальца (DPRP) вошла в состав Свободной демократической партии (FDP) и стала её региональным отделением.

### Комментарии
1. ↑  В сентябре 1947 года Социальный народный союз (SV) и Либеральная партия (LP) объединились в Демократическую партию Рейнланд-Пфальца[нем.] (DPRP), которая принимала участие в выборах в Саарбурге.